# Erin Cardillo
Erin Cardillo (White Plains, Nueva York; 17 de febrero de 1977) es una actriz, productora y guionista estadounidense, más conocida por interpretar a Emma Tutweiller en Zack y Cody: Gemelos a Bordo.

## Biografía
Cardillo comenzó su carrera como actriz, mientras que en la Escuela Secundaria de Greenwich en Greenwich, Connecticut. Luego asistió a la Northwestern University donde se graduó magna cum laude en 1999 con una licenciatura en estudios de rendimiento. Fue allí donde comenzó a explorar la escritura y la adaptación, así como la actuación. Pasó su primer año en el extranjero en Londres , a través de Marymount de la universidad , donde cultivó su gran amor de Shakespeare. Su más reciente era como una estrella que se repite en el Disney Channel spin-off de The Suite Life on Deckcomo Emma Tutweiller. Ella también ha aparecido en una de Arby comercial con su coestrella de The Suite Life on Deck,Windell Middlebrooks D. Cardillo está casada con Joe Towne desde 2012.

## Filmografía

### Cine
| Año  | Título                                     | Personaje         | Notas          |
| ---- | ------------------------------------------ | ----------------- | -------------- |
| 2005 | In the Mix                                 | Rachelle          |                |
| 2007 | The Book                                   | Tatiana           |                |
| 2008 | El Hottie y la Nottie                      | Profesora de yoga |                |
| 2010 | La Verdad                                  | Dana Davenport    |                |
| 2010 | Impuesto Sexo: Basado en una historia real | Nicki Daniels     |                |
| 2011 | El último recurso                          | La Sra Morehead   | Película de TV |
| 2011 | Hijo de la mañana                          | Jennifer          |                |
| 2012 | RockBarnes: El emperador en Ti             | Sasha             |                |
| 2014 | Dance-Off                                  | Randi             |                |

### Televisión
| Año       | Título                                | Personaje         | Notas                                                                   |
| --------- | ------------------------------------- | ----------------- | ----------------------------------------------------------------------- |
| 2000      | Madigan Men                           | Nicole            | "Three Guys, a Girl, y una conversación Nook" (temporada 1: episodio 7) |
| 2001      | Law & Order                           | Jenny             | "Volviendo a casa" (temporada 12: episodio 7)                           |
| 2002      | That '70s Show                        | Lisa              | "Durante las colinas y muy lejos" (temporada 5: el episodio 6)          |
| 2003      | Strong Medicine                       | Gayla             | "PMS, mentiras, papeleo" (temporada 3:el episodio 16)                   |
| 2003      | Coupling                              | Connie            | Nipple Effect" (temporada 1: episodio 6)                                |
| 2005      | Crossing Jordan                       | Peta Longo        | "Skin and Bone" (temporada 4: episodio 16)                              |
| 2005      | Sin rastro                            | Karen Garber      | "Honor Bound" (temporada 4: Episodio 5)                                 |
| 2005 -08  | Passions                              | Esme Vanderheusen | 90 episodios                                                            |
| 2006      | Freddie                               | Verónica          | "El mezclador" (temporada 1: episodio 11)                               |
| 2007      | How I Met Your Mother                 | Stripper, tesoro  | "Bachelor Party" (temporada 2: episodio 19)                             |
| 2007      | Las Vegas (serie de televisión)       | Kelly Crever      | "Head Games" (temporada 5: episodio 4)                                  |
| 2008 - 11 | The Suite Life on Deck                | Emma Tutweiller   | El papel recurrente;serie de Disney Chanel; 24 episodios                |
| 2008      | CSI: Nueva York                       | Elizabeth Barker  | "The Box" (temporada 5: el episodio 9)                                  |
| 2010      | Justified (serie de televisión)       | Samantha          | "Fixer" (temporada 1: episodio 3)                                       |
| 2011      | CSI: Miami                            | Brooke Shepherd   | "Enjaulado" (temporada 9: episodio 19)                                  |
| 2011      | Man Up!                               | Gina              | "Up All Night" (temporada 1: episodio 11)                               |
| 2012      | Hawaii Five-0                         | Megan Koruba      | "Kupale" (temporada 2: episodio 17)                                     |
| 2012      | The Client List (serie de televisión) | Skyler            | "Games People Play" (temporada 1: Episodio 8)                           |
| 2012      | Bones                                 | Lauren Martin     | "La Sangre de las piedras" (temporada 8: episodio 20)                   |
| 2013      | Castle                                | Cindy Paralti     | "El pichón y la codorniz" (temporada 5: el episodio 21)                 |
| 2013      | Melissa & Joey                        | Lauren            | "Los padres tóxicos" (estación 3: Episodio 2)                           |
| 2015      | Madre Significativa                   | Parker            | 2 Episodios                                                             |
| 2015      | Mentes criminales                     | Jillian Carter    | "Interior" (Temporada 11: Episodio 9)                                   |